# Censorshit
«Censorshit» también conocida como «The Ballad of Tipper Gore» es una canción del grupo de punk rock estadounidense, Ramones la cual abre el disco Mondo Bizarro de 1992 fue ubicada como el b-side del sencillo Poison Heart.
Fue escrita por Joey Ramone sobre los álbumes de rock y rap que fueron censurados por el PMRC (Parents Music Resource Center), un grupo de esposas de Washington que lograron ponerle etiquetas de advertencia en los registros, lo cual más tarde se convirtió en una norma. Tiene una referencia a Ozzy Osbourne y Frank Zappa. Cita: "Preguntale a Ozzy, Zappa, o a mi. Nosotros les mostraremos lo que es ser libre." La canción está dirigida a Tipper Gore, exsenadora de Tennessee y esposa del vicepresidente Al Gore.